# Enicosanthum acuminatum
Enicosanthum acuminatum (Thwaites) Airy Shaw – gatunek rośliny z rodziny flaszowcowatych (Annonaceae Juss.). Występuje endemicznie na Sri Lance. 

## Morfologia
PokrójZimozielone drzewo dorastające do 35 m wysokości. Młode pędy są omszone.
LiścieMają kształt od odwrotnie jajowato eliptycznych do odwrotnie jajowato lancetowatych. Mierzą 14–25 cm długości oraz 4,5–10 cm szerokości. Są prawie skórzaste. Nasada liścia jest rozwarta. Blaszka liściowa jest o długo spiczastym wierzchołku. Ogonek liściowy jest owłosiony i dorasta do 3–8 mm długości.
KwiatySą pojedyncze lub zebrane po 2–4 w pęczki, rozwijają się w kątach pędów. Działki kielicha mają trójkątny kształt i dorastają do 8–10 mm długości. Płatki mają kształt od owalnego do owalnie lancetowatego i żółtą barwę, osiągają do 15–35 mm długości.
OwoceMają kształt od jajowatego do prawie kulistego, zebrane w owoc zbiorowy. Osiągają 20 mm długości i 15–18 mm szerokości.

## Biologia i ekologia
Rośnie w wiecznie zielonych lasach, na terenach nizinnych.